# スペード (シンボル)

スペードのエース

スペード (spade) は、トランプなどで使用されるスートのひとつである。カードゲームではスペードのカードが一番強いルールとしているものが多い。
15世紀にフランスのルーアンとリヨンで使われ始めたといわれている。
本来は剣の形状をしていた。ドイツではかわりに木の葉のマークが使われた。フランス式のスペードのマークはドイツの木の葉のマークに由来する。
フランス語の pique（槍）や、英語の spade（イタリア語の「spada」（剣）に由来、「鋤」を意味する spade とは無関係）は、いずれも本来の剣のマークに由来するものである。

カードのデザインにおいてスペードのA（エース）は大きな記号で表現されることが多く、内部に模様が書かれることも多い。

## 特徴
コントラクトブリッジなど、いくつかのゲームでは、もっとも強力なスートとされる。
スペードのAはしばしば特殊な能力を持つ。オンブルや、日本のツーテンジャックやナポレオンなどのゲームでは特に強力である。なお、明治初期以来、日本ではスペードのAのことを「スペキュレーション（英: speculation）」と呼ぶことがあるが、それが何に由来するのかは不明である。
スペードのQは、いくつかのゲームで忌み嫌われる存在として扱われる。ハーツでは非常に大きなマイナス点を持っている。またババ抜きの西洋版であるオールド・メイドでは通常クラブのQを抜き、かつ同じ色のスート同士しか合わせることができないため、スペードのQが「ババ（オールド・メイド）」として残ってしまう。

## 符号位置
| 記号 | Unicode | JIS X 0213 | 文字参照                  | 名称                           |
| ---- | ------- | ---------- | ------------------------- | ------------------------------ |
| ♤    | U+2664  | 1-6-25     | &#x2664; &#9828;          | スペード (白) White Spade Suit |
| ♠    | U+2660  | 1-6-36     | &spades; &#x2660; &#9824; | スペード Black Spade Suit      |